# 란데르시

란데르 시의 위치

란데르시(스페인어: Lander)는 베네수엘라 미란다 주의 지방 자치체로 행정 중심지는 오쿠마레델투이이며 면적은 478km2, 인구는 135,739명(2007년 기준)이다.